# Saint-Louet-sur-Vire
Saint-Louet-sur-Vire – miejscowość i gmina we Francji, w regionie Normandia, w departamencie Manche.
Według danych na rok 1990 gminę zamieszkiwało 196 osób, a gęstość zaludnienia wynosiła 27 osób/km² (wśród 1815 gmin Dolnej Normandii Saint-Louet-sur-Vire plasuje się na 690. miejscu pod względem liczby ludności, natomiast pod względem powierzchni na miejscu 697.).